# Megalopalpus angulosus
Megalopalpus angulosus är en fjärilsart som beskrevs av Karl Grünberg 1911. Megalopalpus angulosus ingår i släktet Megalopalpus och familjen juvelvingar. Inga underarter finns listade i Catalogue of Life.